# Mariés à jamais
Mariés à jamais (First to Die) est un téléfilm américain en deux parties réalisé par Russell Mulcahy et diffusé en 2003. Il s'agit d'une adaptation du roman Premier à mourir (1st to Die), premier tome de la série littéraire Le Women Murder Club de James Patterson.

## Synopsis
Dans la ville de Seattle, une inspectrice de la criminelle, une procureure, une médecin légiste et une journaliste unissent leurs compétences pour traquer un tueur en série.

## Fiche technique
- Titre original : First to Die
- Autre titre : Le Tueur des nuits de noces
- Réalisation : Russell Mulcahy
- Scénario : Michael O'Hara, d'après le roman Premier à mourir de James Patterson
- Durée : 2 90minutes
- Pays de production :  États-Unis
- Dates de première diffusion :
  - États-Unis : 23 février 2003
  - France : 3 juillet 2004

## Distribution
- Tracy Pollan : Lindsay Boxer
- Gil Bellows : Chris Raleigh
- Carly Pope : Cindy Thomas
- Megan Gallagher : Jill Barnhart
- Angie Everhart : Chessy Jenks
- Mitch Pileggi : Warren Jacobi
- Sean Young : Joanna Wade
- Jerry Wasserman : lieutenant Roth
- Byron Mann : Derek Lee
- Pam Grier : Claire Washburn
- Robert Patrick : Nicholas Jenks
- Kristina Copeland : Merrill Cale
- John Reardon : David Brandt
- Sonya Salomaa : Melanie Brandt
- Ona Grauer : Becky DeGraaff
- Clint Carleton : Phillip Campbell
- Chiara Zanni : Heather Tibbs
- Warren Christie : Michael DeGraaff
- Ben Cotton : James Voskul
- Hiro Kanagawa : Dr Shimera
- Glynis Davies : Mme Perkins
- Peter Bryant : McBride